# Freddy Ravaleu
Freddy Ravaleu (né le 8 avril 1977 à Dinan) est un coureur cycliste français. Champion de France espoirs en 1999, il est professionnel en 2000, 2006 et 2007.

## Biographie
Freddy Ravaleu est le fils d'Yves Ravaleu, cycliste professionnel de 1969 à 1972, et le frère de Stéphan Ravaleu, professionnel entre 1996 et 2000.
Membre de l'équipe Jean Floc'h de 1997 à 1999, Freddy Ravaleu remporte le championnat de France espoirs en 1999, après trois titres de champion de Bretagne sur route espoirs. Il est stagiaire de l'équipe professionnelle Cofidis en fin de saison, puis devient coureur professionnel aux côtés de son frère dans l'équipe Saint-Quentin-Oktos en avril 2000. Il redevient amateur dès l'année suivante. En septembre 2006, il redevient professionnel chez Agritubel. Dès janvier 2007, il met fin à son contrat car le matériel fourni par l'équipe lui cause des tendinites. Il redevient amateur, d'abord au VC Rouen, puis à l'Entente Pays de Dinan.

## Palmarès
- 1997
  - Champion de Bretagne sur route espoirs
- 1998
  - Champion de Bretagne sur route espoirs
  - 2e du Tour du Finistère
  - 2e du Trophée Mavic
- 1999
  -  Champion de France sur route espoirs
  - Champion de Bretagne sur route espoirs
- 2001
  - 1re étape de l'Essor breton
  - Circuit de l'Èvre
  - 2e de l'Essor breton
- 2003
  - Circuit des Monts du Livradois
  - 2e du Prix d'Automne de La Rochefoucauld
  - 3e du Tour de la Dordogne
  - 3e du Prix de la Saint-Laurent
  - 3e du Tour des Landes
- 2004
  - 2e des Boucles guégonnaises
- 2005
  - Champion d'Île-de-France[3]
  - Circuit U Littoral
  - Circuit des Deux Provinces
  - 3e du Grand Prix Michel-Lair
- 2006
  - Champion de Poitou-Charentes[4]
  - Grand Prix Michel-Lair
  - 1re étape du Tour de Corrèze
  - 2e de la Classique de Sauveterre
  - 2e du Trophée des Champions
  - 3e du Circuit U Littoral
  - 3e du Tour de Corrèze
- 2007
  - 3e de la Route bretonne
- 2009
  - 3e étape du Tour des Mauges
  - 3e du Tour des Mauges

## Classements mondiaux
| Année           | 2005 |
| --------------- | ---- |
| UCI Europe Tour | 940e |